# 한국방송기술인연합회
한국방송기술인연합회(韓國放送技術人聯合會)는 방송 기술인으로 구성된 대한민국의 비영리 단체이다. 1987년11월14일 대한민국 방송기술 발전과 올바른 방송문화 창달을 목적으로 방송 기술인들이 모여 출범하였다. 전국의 23개 방송사와 지역 문화방송기술인협회 등 총 45개 방송사들의 연합단체이며 4,500여 명의 회원으로 구성되어 있다. 매년 서울특별시에 있는 코엑스에서 개최하는 '국제 방송음향조명기기 전시회'를 개최한다.

## 가맹 협회
- KBS방송기술인협회
- MBC방송기술인협회
- SBS방송기술인협회
- EBS방송기술인협회
- CBS기술인협회
- BBS기술인협회
- 국군방송기술인협회
- 서울교통방송 tbs기술인협회
- 한국교통방송TBN기술인협회
- 대전방송TJB기술인협회
- 전주방송JTV기술인협회
- 강원G1방송기술인협회
- 광주방송KBC기술인협회
- 대구방송TBC기술인협회
- 부산경남민방KNN방송기술인협회
- 울산ubc방송기술인협회
- 제주방송JIBS기술인협회
- 청주방송CJB기술인협회
- SkyLife방송기술인협회
- YTN기술인협회
- 아리랑국제방송기술인협회
- OBS경인TV
- 한국DMB방송기술인협회
- 지역MBC방송기술인협회(부산,대구,광주,대전,전주,울산,경남,강원영동,춘천,여수,제주,목포,안동,원주,충북,포항)
- MBC미디어텍
- MBC플러스
- MBN방송기술인협회